# NK Sveti Đurađ
NK Sveti Đurađ je nogometni klub iz Svetog Đurađa, naselja u sastavu grada Donjeg Miholjca u Osječko-baranjskoj županiji.
NK Sveti Đurađ je član Nogometnog središta D. Miholjac te Županijskog nogometnog saveza Osječko-baranjske županije. Klub je osnovan 1947. godine pod imenom NK Omladinac Đurađ.
Trenutačno se seniori natječu u sklopu 2. ŽNL osječko-baranjskoj D. Miholjac, te ekipa pionira u sklopu Lige mladeži- pioniri NS D. Miholjac.
Klub je nekoliko godina nakon poplave za domaće igralište koristio teren u Podravskim Podgajcima da bi se 2021. godine vratio na svoje preuređeno igralište i obnovljene klupske prostorije.

## Vanjske poveznice
- http://www.donjimiholjac.hr/sportske-udruge